# フレミングス・プライム・ステーキハウス・アンド・ワインバー

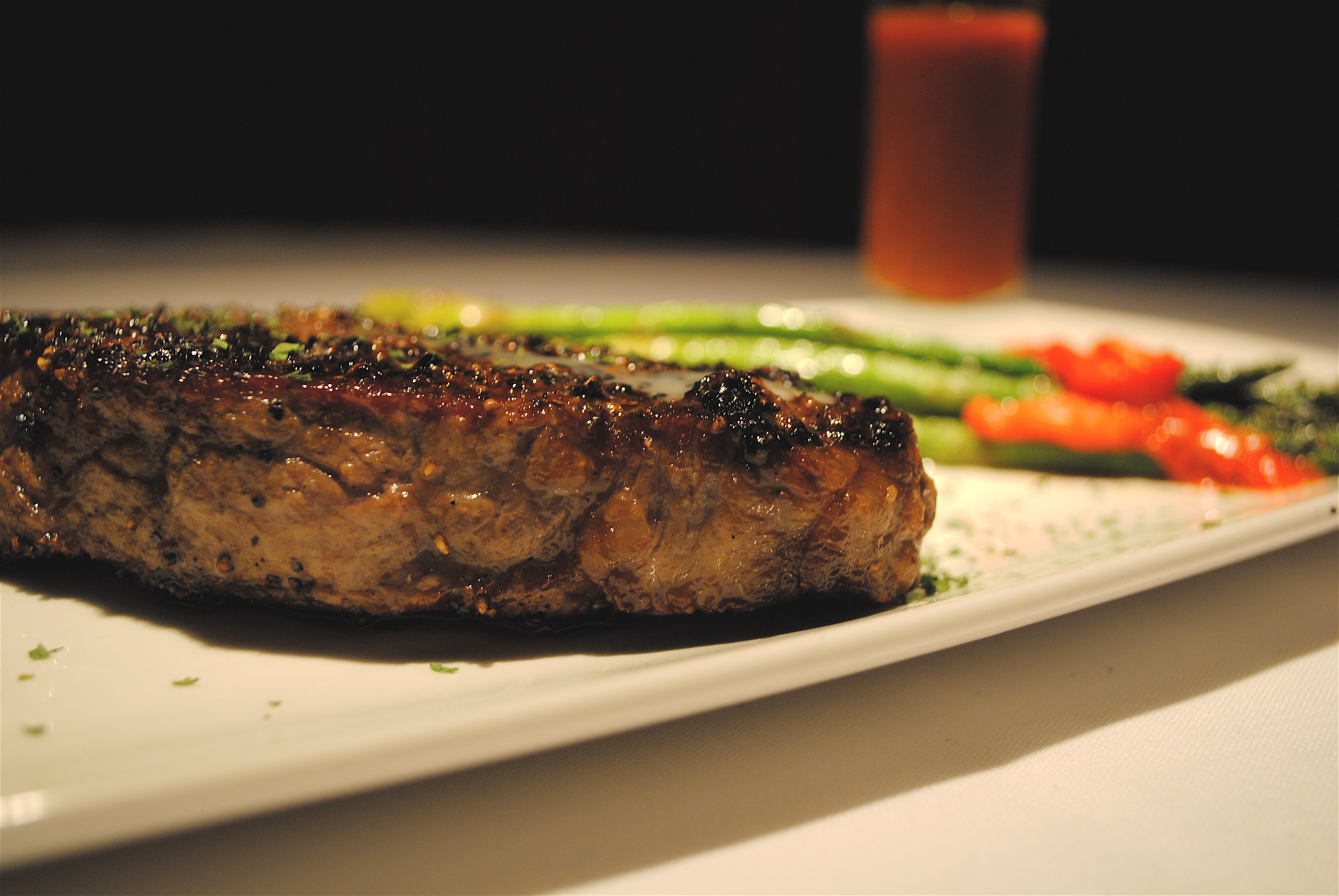
ペッパーコーンステーキ、F17ステーキソース添え

フレミングス・プライム・ステーキハウス・アンド・ワインバー（英：Fleming's Prime Steakhouse & Wine Bar）は、アメリカ合衆国のステーキハウスレストランチェーン店である。ステーキとワインのほか、カラマリ、カニ、ロブスター,
チョコレートデザート、季節料理のスペシャルメニューなど、高級レストランならではのアメリカ料理を提供している。フレミングス100は、グラスやボトルで購入できる100種類のワインのコレクションからなるブランドトレードマークである。フロリダ州タンパに本社を置き、ブルーミン・ブランズの完全子会社である。

## 歴史
1998年にポール・フレミングとビル・アレンによって設立された。フレミングスの最初の店舗は、カリフォルニア州ニューポートビーチに開店した。
2020年、フレミングスは新型コロナウイルス感染症の世界的流行の影響を受けた数多くのレストランチェーンの一つであった。
2021年時点、米国26州に64店舗、ブラジル・サンパウロに1店舗を構え、全て直営されている。